# Parc d'État d'Otter Creek
Le parc d'État d'Otter Creek (en anglais : Otter Creek State Park), également connu sous le nom de réservoir d'Otter Creek (Otter Creek Reservoir), est un parc d'État américain situé en Utah. Les activités se concentrent autour du lac Otter Creek.

## Géographie
Le site est situé à 6,4 km au nord-ouest d'Antimony, 27 km à l'ouest de Circleville 51 km au nord du parc national de Bryce Canyon et 364 km au sud de Salt Lake City.
Le lac artificiel a une superficie de 12,6 km².

## Histoire
La construction du barrage débute en 1897. Il s'agit de l'un des plus anciens projets de réservoir d'eau de l'État. Le parc est créé en 1965.

## Faune et flore
Les espèces présentes dans le lac sont : des achigans à petite bouche, des Truites fario, des truites arc-en-ciel et des truites fardées de Bonneville.

## Informations touristiques
Il est accessible par l'Utah State Route 22 par le sud ou l'Utah State Route 62 par le nord et l'ouest. Les droits d'entrée sont de 5$ pour une voiture et de 14$ pour une nuit en camping.
La plaisance et la pêche sont les principaux loisirs proposés dans le parc. Trois chemins sont aménagés pour les quads.
L'affluence en 2005 est de 43 689 visiteurs.